# Adamo ed Eva (Hans Baldung Grien)
Adamo ed Eva è un doppio dipinto a olio su tavola (212x85 cm ciascuno) di Hans Baldung Grien, databile al 1520 circa e conservato nella Galleria degli Uffizi a Firenze. Si tratta di una copia dell'Adamo ed Eva di Albrecht Dürer, del 1507 e oggi al Museo del Prado.

## Storia
Le due copie, in stretta connessione con un'altra versione a Magonza, vennero attribuite ad Hans Baldung Grien, il maggior talento tra gli allievi di Dürer, da Von Terey (1894) e Friedländer, venendo poi confermata dalla maggior parte della critica.

## Descrizione e stile
L'opera cita fedelmente le tavole di Dürer, con uno stile più asciutto e sbrigativo, aggiungendo alcuni dettagli, come il cervo nella tavola di Adamo e il leone in quella di Eva, nonché altri uccelli, dai valori simbolici legati alla teoria umorale e a varie simbologie. I due corpi nudi, di bellezza ideale, assumono così un connotato più legato alla fragilità del corpo, offrendo così un'interpretazione del tema classico della vanitas.